# 362 a.C.
Il 362 a.C. (CCCLXII a.C. in numeri romani) è un anno  del IV secolo a.C.

## Eventi
- Battaglia di Mantinea: i Tebani e i loro alleati, comandati da Epaminonda, disputano una grande battaglia con Spartani e Ateniesi; lo scontro ha esito incerto, ma la morte di Epaminonda segna di fatto la fine dell'egemonia tebana
- Roma
  - Consoli Lucio Genucio Aventinense e Quinto Servilio Ahala
  - Dittatore Appio Claudio Crasso Inregillense

## Morti
- Datame, generale persiano
- Epaminonda, politico e militare greco antico (n. 418 a.C.)
- Lucio Genucio Aventinense, politico e militare romano
- Grillo, militare ateniese
- Nectanebo I, faraone egizio